# Byline

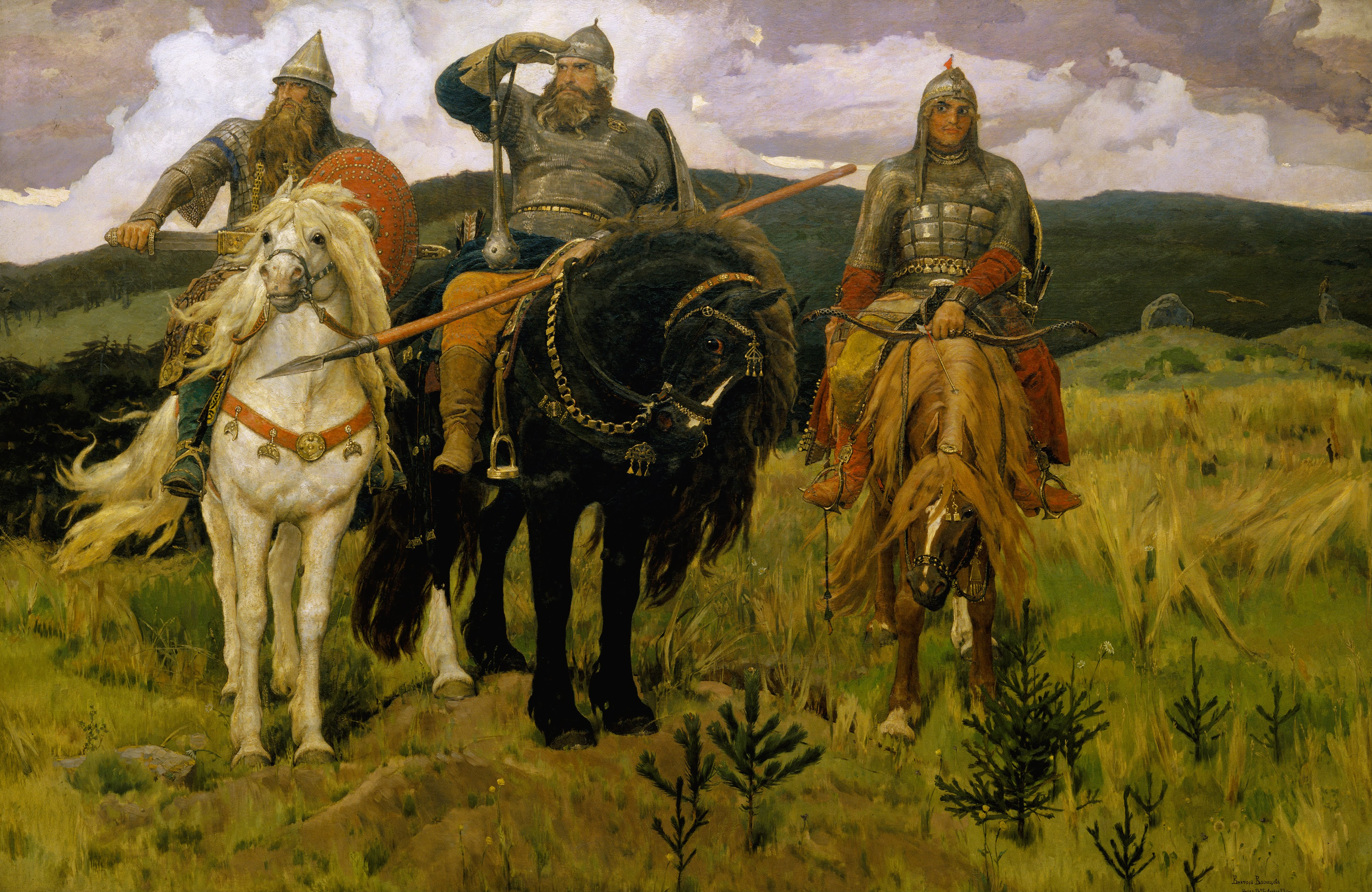
Les Bogatyrs, tableau de Viktor Vasnetsov (1898). De gauche à droite : Dobrynia Nikititch, Ilya Mouromets et Aliocha Popovitch.

La byline (en russe : были́на) est un chant épique de nature orale qui narre les aventures et hauts faits d'un héros donné. Ce chant a été relevé par des collecteurs auprès de bardes paysans entre le XIXe siècle et la première moitié du XXe siècle dans des régions périphériques de Russie, essentiellement la Russie du Nord et, moins fréquemment l'Oural. Il est psalmodié sur des airs simples et répétitifs. Il traite d'évènements censés avoir existé, ce qui est parfois vrai. Il peut intégrer des thèmes mythologiques ou issus de contes ou légendes. Il se différencie de l'épopée en ce qu'il ne se rapporte pas à un seul héros à qui est attribué l'ensemble des évènements (comme dans l'Odyssée), mais à des héros divers. En effet, les bylines ont été composées à des périodes différentes par des auteurs différents (mais avant le XVIIIe siècle) et chacune traite d'un sujet se rapportant à un héros donné.
Certains de ces héros (appelés bogatyrs, mot d'origine turque), sont célèbres, incarnant la force, le courage, l'abnégation, le sens patriotique du peuple russe (tel Ilia de Mourome), d'autres le sont moins. Les types féminins sont variés, allant de la mère-veuve respectée ou de la (plus ou moins) fidèle épouse à la forte guerrière ou à la sorcière. Les histoires contées sont traitées sur le mode noble et tragique ou au contraire plaisant et comique (voir les skomorochiny ou bylines plaisantes).

## Composition
L'unité des bylines vient de leur composition : c'est un genre psalmodié par un barde qui s'accompagne (plutôt s'accompagnait) d'une sorte de cithare (appelée gousli). Le texte de la byline (plus exactement le fragment sonore qui a été relevé) a une syntaxe très simple (propositions indépendantes de longueur à peu près identique reliées par : "et", "mais", "ou", etc.). La scansion donne un vers tonique à trois accents dont le principal porte sur l'antépénultième. Les passages répétitifs, les formules toutes faites, sont nombreux et typiques, le recours à un passé médiéval donné (le règne de Vladimir dans la principauté de Kiev) est fréquent. Les débuts commencent la plupart du temps par un festin chez Vladimir où chacun se vante, ce qui entraîne un combat avec un adversaire (un monstre, les Tatares...) ; suit une fin qui suppose souvent un retour chez le même Vladimir. Le sujet de la byline culmine donc sur un combat ou une compétition avec un adversaire qu'il faut abattre, un concurrent à soumettre, une femme et, dans ce cas, l'issue est incertaine. 
Le terme de byline a été introduit par Ivan Sakharov en 1839 dans son recueil Chants du peuple russe (Песни русского народа), à partir de l'expression po bylinam qui figure dans Le Dit de la campagne d'Igor avec le sens de « selon les faits ». Ce terme a été retenu par les spécialistes de folklore. Les interprètes de bylines les appellent, eux, stariny ou starinki, c'est-à-dire chansons de l'ancien temps).

## Origine
En ce qui concerne une œuvre essentiellement orale pour laquelle il n'existe pas de donnée ancienne fiable, on ne peut émettre que des hypothèses. Plusieurs origines ont été proposées : les bylines auraient été composées dans le milieu de la noblesse guerrière médiévale, dans celui des pèlerins errants, celui des jongleurs ambulants... Si aucune de ces pistes n'est à exclure, les chercheurs actuels, à la suite de l'œuvre de Lord, traduite en russe dès 1994, se tournent aujourd'hui plutôt vers les données des collectes et privilégient le rôle de l'interprète, lequel est de premier plan : le chanteur de bylines (the singer of tales, скаӡитель) est en effet interprète créateur (ou re-créateur) : les principaux, et même seuls interprètes, et donc créateurs des bylines, sont les bardes paysans, souvent analphabètes (voir Poutilov, Selivanov).

## Les recueils, les collecteurs
Le premier recueil de chants épiques dont l'authenticité a été reconnue est celui d'un certain Kircha Danilov, publié en 1804, sur des chants provenant de l'Oural. L'histoire n'a retenu de lui que son nom. C'est en 1861 que se manifeste le premier collecteur connu : il s'agit de Pavel Rybnikov qui voyage dans l'Outre Onéga à la recherche de bardes chantant des bylines. Il en tire un recueil qui fait grand bruit auprès des amateurs de folklore et il est bientôt suivi par d'autres collecteurs: Hilferding (1871-72), puis Markov, Grigoriev, Ontchoukov..., la dernière collectrice en date est Astakhova dans les années 1950-1960 On possède à l'heure actuelle environ 2 à 3000 textes de bylines sur 80 sujets différents. Tous les collecteurs décrivent le milieu environnemental reculé de la Russie du Nord, les mœurs très traditionnelles des paysans rencontrés, enfin les bardes eux-mêmes, qui, pour analphabètes qu'ils aient souvent été, sont apparus comme des maîtres de la diction scandée. Les collecteurs fournissent, avec le plus grand soin, le relevé de leurs performances. Souvent ils sont aussi parvenus à les faire inviter dans les capitales où ces paysans ont produit une forte impression.

## Les bardes
Parmi les plus célèbres, on signale la dynastie des Riabinine, habitant la rive est du lac Onega : ils sont quatre, de père en fils. Le plus célèbre est le plus ancien, Trofime : il a été relevé en 1861 et en 1872, d'abord par Rybnikov, puis par Hilferding. Orphelin et analphabète, ayant servi de pastoureau au village, il devient avec le temps chef de famille. Il est paysan et pêcheur. Sa mémoire, sa diction et son art de dire font de lui un rapsode connu de toute la région. Il est invité dans les capitales ; quant à son fils, Ivan, il est reçu, lui, au Palais d'Hiver... Parmi les femmes, on peut citer Maria Krivopolenova, d'une famille de paysans pêcheurs des environs d'Arkhangelsk : réduite à la mendicité, elle est remarquée au début du XXe siècle par la collectrice Ozarovskaïa qui relève ses chants et la fait aussi inviter. Les folkloristes s'attardent sur la façon dont ces maîtres de la parole ont reçu leur savoir-faire et transmis leur art.

## Contenu desbylines
On distingue dans les bylines deux cycles, celui de Kiev, celui de Novgorod. Rappelons que par Kiev, on entend la principauté de Kiev qui tombe au XIVe siècle sous le joug des Tatares, et par Novgorod, la république oligarchique de Novgorod qui subsiste jusqu'au XVIe siècle.

### Le cycle de Kiev
Il est de loin le plus important, il rassemble la majorité des bylines, y compris certaines qui ne se rapportent pas à Kiev. Chevauchées à travers la "vaste plaine" et affrontements entre cavaliers intrépides en forment la trame. Le personnage du prince Vladimir est central :
- Vladimir, dit "le Courtois" (ласковый), "le Grand", "le Glorieux", "le prince", "le souverain", "de Kiev la capitale", mais aussi "Soleil" (солнышко), "Soleil de Kiev", fait en permanence allusion au prince Vladimir qui régna au tournant des Xe – XIe siècles sur la principauté de Kiev et la christianisa dans le rite orthodoxe. Presque tous les évènements chantés lui sont rattachés, même s'ils s'avèrent antérieurs ou postérieurs à son règne. D'où des contradictions dans l'approche du personnage qui est appréhendé tantôt comme rassembleur et courtois, tantôt comme pusillanime, tantôt comme tyrannique.

#### Les principaux héros
- Ilia de Mourome, fils de paysan, est le plus connu des héros (bogatyrs) de la byline. Il n'est cependant pas le plus ancien. Il n'a pas de prototype historique, mais un nom proche du sien est mentionné dans un manuscrit germanique du XIIe siècle. Il est lié à la ville de Mourome (ou Morovsk) située au nord-est de Moscou, toutes villes qui ne prennent leur essor qu'après la chute de Kiev. L'épithète qui l'accompagne est "le vieux cosaque". Le terme de "cosaque" ne peut être antérieur au XVIIe siècle. Celui de "vieux" signifie qu'il est sage, raisonnable, ne s'en laisse pas conter. Il refuse la force trop grande que le géant Sviatagor voulait lui transmettre en mourant (Voir Sviatagor et Ilia de Mourome). Il incarne la force tranquille, le courage à toute épreuve, l'abnégation, le patriotisme sans faille du peuple russe. Son enfance où il est paralysé et sa guérison miraculeuse sont empreintes de sentiment religieux (les pèlerins errants qui le sauvent symbolisent la force divine), mais son sort est aussi apparenté à celui du héros du conte, qui reste assis sur son poêle sans bouger jusqu'à ce que des évènements extraordinaires ne sollicitent sa participation (voir La Guérison d'Ilia de Mourome, voir Propp V. Ya[13].). Passant sa vie à guerroyer, Ilia a d'une forte guerrière avec qui il a fait "l'amour après avoir fait la guerre" un enfant (fille ou garçon) qu'il ne connaît pas. Cet enfant vient un jour lui demander des comptes. S'ensuit un violent affrontement (voir Le combat d'Ilia de Mourome et de sa fille / de son fils). Ilia est toujours victorieux quels que soient les obstacles, que ceux-ci soient provoqués par des monstres (voir Ilia de Mourome et le monstre Rossignol) ou des ennemis réels (le plus souvent les Tatares : Ilia de Mourome et Idole le maudit), mais aussi ceux soulevés par la défection des autres bogatyrs (Ilia de Mourome et le tsar Kaline)ou par l'inimitié du prince Vladimir à son égard (La dispute d'Ilia de Mourome et du prince Vladimir).
- Dobrinia-fils de Nikita appartient, lui, à la noblesse, étant fils d'un prince de Riazane dont il est orphelin. Sa mère veuve joue un rôle important. Le personnage qu'il incarne pourrait être plus ancien que le chant épique et que la Russie kiévienne. Sans peur et sans reproche, il s'attaque à la vouivre aux multiples têtes (voir la byline Dobrinia et la vouivre), à une sorcière qui l'a transformé en "auroch aux cornes d'or" (voir Dobrinia et Marina).Ses rapports avec les femmes le caractérisent : très respectueux vis à vis de sa mère-veuve, il combat puis épouse une forte guerrière (voir Dobrinia et Nastassia-fille de Mikoula). La déconvenue amoureuse qui s'ensuit peut être rattachée au thème du "Retour du mari au remariage de sa femme" (voir Dobrinia au remariage de Nastassia). L'ensemble de ses aventures l'ont fait surnommer "l'Ulysse du chant épique russe". Mais il s'attaque également aux Tatares (voir Vassili-fils de Casimir et Dobrinia) et/ou soutient Ilia de Mourome dans ses combats (voir Le combat de Dobrinia et d'Ilia de Mourome).
- Aliocha-fils de pope est le troisième des principaux héros de la byline. Il est fils d'un pope de Rostov. Une seule byline met en valeur son héroïsme dans le combat qu'il mène contre Tougarine du Dragon (voir Aliocha-fils de pope et Tougarine du Dragon). Il se caractérise certes par sa vaillance, mais aussi par sa roublardise. Il endosse parfois le mauvais rôle comme dans Dobrinia au remariage de Nastassia où il se fait rosser par Dobrinia pour avoir voulu se marier avec l'épouse de ce dernier.

#### Autres héros
- Sviatogor fait partie des héros dits "anciens", c'est-à-dire considérés comme antérieurs à la période kiévienne. Sviatogor (= "montagne sacrée") est un gigantesque Titan qui "n'a pas le droit de venir en terre russe". Les chants qui lui sont consacrés traitent de sa mort.
- Mikoula du village est, comme Ilia, un héros paysan (selianinovitch vient de selo, village). En tant que défricheur de terre, il s'oppose, à son avantage, à la troupe guerrière conduite par Valga (voir Valga et Mikoula)
- Dounaï-fils d'Ivan est chargé par Vladimir de lui ramener la belle Apraxie-fille de roi pour l'épouser ; aidé par ses compagnons, il affole le camp adverse (des Tatares et/ou des Lituaniens) et s'empare d'Apraxie. Puis il courtise sa sœur, la guerrière Nastassia-fille de roi et l'épouse. Mais, rendu furieux par la supériorité de cette dernière au tir à l'arc, il la tue. Se tuant lui-même après coup, il se transforme en Danube (Dounaï en russe). Le personnage est à la fois attachant et violent. La byline se fait ici récit étiologique.
- Mikhaïlo Potik : chevauchant par la "vaste plaine", il rattrape une biche aux cornes d'or qui s'avère être Maria le cygne blanc. Elle le séduit, l'épouse, puis le trompe par tous les moyens. Longtemps abusé, il finit par la tuer.
- Tchourilo-fils de Plionko et Diouk-fils de Stépane sont les dandys de la byline. Tchourilo est très beau, il séduit toutes les femmes, y compris Apraxie, épouse de Vladimir. Il est renvoyé chez lui par Vladimir (voir Le beau Tchourilo-fils de Plionko) ou est tué par un mari jaloux (Tchourilo et Katerina). Diouk est très riche. Étranger à Kiev, il se moque de l'aspect qu'il juge primitif, de la ville de KIev. Grâce à son cheval fabuleux, il gagne une compétition sur Tchourilo (Le riche Diouk-fils de Stéphane).
- Rossignol-fils de Boudimir : étranger, très riche lui aussi, il arrive dans un train de bateaux fabuleux à Kiev pour demander la main de la nièce de Vladimir, ce qui lui sera accordé. Le chant décrit la richesse de Rossignol, consistant en fourrures somptueuses, puis vient la préparation du mariage princier (voir Le mariage de Rossignol-fils de Boudimir).

#### Les adversaires
- Les monstres et êtres surnaturels : la vouivre, le dragon, le tsar de la mer... reprennent des thèmes bien connus du folklore et particulièrement du conte, tout en les adaptant à un contexte historique supposé (ces monstres menacent la principauté de Kiev et/ou symbolisent le paganisme).
- Les ennemis « réels » : regroupés sous le terme de "Tatares", ils incluent aussi bien les Lituaniens que les Pétchénègues ou les Polovtsiens. Ils sont, bien sûr, toujours vaincus, quelles que soient les circonstances.
- Les sorcières : voir infra
- Les héros eux-mêmes ou personnes de leur famille : Dobrinia (voir Le combat de Dobrinia et d'Ilia de Mourome) ; Aliocha (dans Dobrinia au remariage de Nastassia);le fils ou la fille d'Ilia de Mourome (Le combat d'Ilia de Mourome et de son fils / de sa fille); et même, le prince Vladimir (La dispute d'Ilia de Mourome et du prince Vladimir).

#### Les femmes
Les femmes sont héroïnes, comparses ou adversaires. La soumission de la femme à l'homme est loin d'être toujours avérée : 
- Les mères-veuves (voir les mères de Dobrinia-fis de Nikita, de Diouk-fils de Stépane, de Vassili-fils de Bouslaï, voir infra) sont toutes-puissantes : c'est en effet elles qui détiennent la fortune et ne la dispensent qu'à bon escient ; elles donnent des conseils à leur fils et le jugent au besoin; le fils leur exprime le plus grand respect.
- Les sorcières sont à abattre. C'est ce qui arrive à Marina qui, telle Circé, a transformé Dobrinia en "auroch aux cornes d'or", à Maria le cygne blanc, qui abuse de la trop bonne foi de Mikhaïlo Potik.
- Les fortes guerrières sont des personnages ambivalents. Souvent elles sont épousées après un combat. Le mariage peut être réussi (voir Stavière et Vassilissa), donner lieu à une infidélité (Dobrinia-fils de Nikita et Nastassia-fille de Mikoula) ou être suivi d'un drame (Dounaï-fils d'Ivan et Nastassia-fille de roi).
- Les épouses s'avèrent plus ou moins fidèles. Fidèle jusqu'à la mort est Vassilissa, la jeune épouse de Danilo (voir La mort de Danilo-fils de Denis). La fidélité d'Apraxie, femme de Vladimir, est sujette à caution (elle se laisse attirer par la beauté de Tchourilo) ; Nastassia s'apprête à se remarier du vivant de son époux Dobrinia (Dobrinia au remariage de Nastassia-fille de Mikoula). Quant à Maria le cygne blanc et à la jeune épouse de Térence (Le marchand Térence et son épouse), le moins que l'on puisse dire est que la fidélité est le cadet de leurs soucis.

### Le cycle de Novgorod

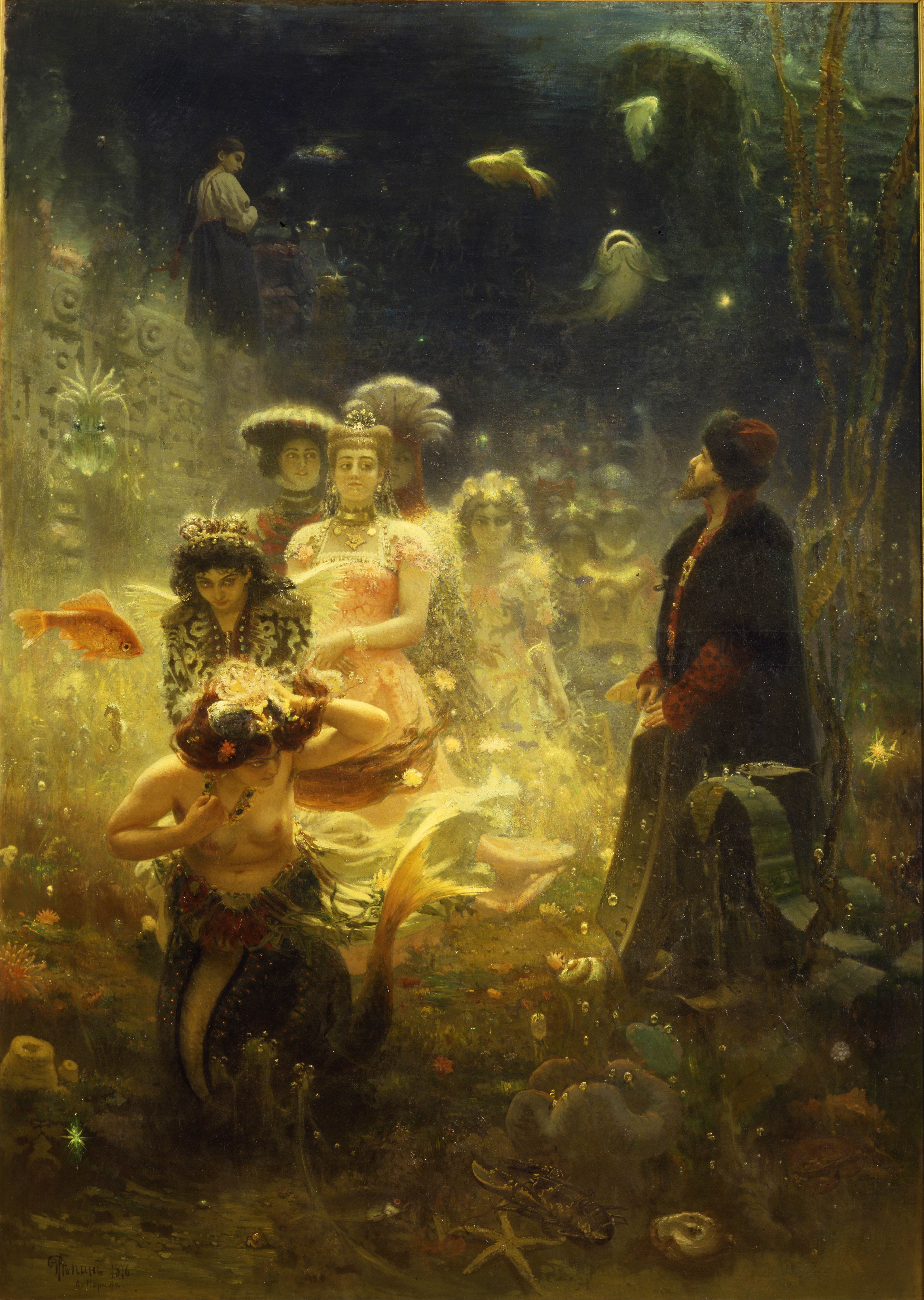
Sadko
Ilia Répine, 1876
Musée russe, Saint-Petersbourg.

Le cycle de Novgorod est beaucoup plus réduit puisqu'il se limite à deux héros. L'atmosphère est très différente, les déplacements ne se faisant plus à cheval mais en bateau ; quant aux affrontements, ils n'ont plus lieu avec les nomades de la steppe mais entre citadins ou avec la force du destin.
- Le cycle sur Sadko est composé de trois bylines : 1) Le pauvre Sadko, joueur de gousli s'enrichit miraculeusement grâce au roi de l'onde, ravi de l'avoir entendu si bien jouer ; 2) Sadko devient un riche marchand et entre en compétition de fortune avec les négociants de Novgorod ; 3) Sadko part en mer sur ses navires d'acajou, se retrouve au fond de l'eau en présence du tsar de la mer pour qui il doit jouer à nouveau, est marié avec une de ses filles, puis se retrouve seul à Novgorod. Pétri d'éléments de contes avec opposition entre le roi de l'onde, donateur, et le tsar des mers, adversaire, ce cycle est fameux et a donné lieu à un des opéras de Rimsky-Korsakov.
- Le cycle sur Vassili-fils de Bouslaï met en scène un révolté pour la révolte : bien que de famille noble, et ayant une mère veuve très efficiente, Vassili refuse tous les codes de la société, y compris les codes religieux. Il fait montre de sa force en se battant contre les citadins de Novgorod (Vassili-fils de Bouslaï à Novgorod). Puis, partant pour Jérusalem soi-disant pour se repentir, il dénigre lieux et rites sacrés. Il défie toute prémonition ou mise en garde, même des plus sacrées, et périt, comme il lui a été prédit, tête brisée (Vassili-fils de Bouslaï part faire ses dévotions). Il est l'anarchiste de la byline, très en avance sur son temps.

## Genres folkloriques voisins
La byline étant un chant dit historique, on trouve, comme autres chants ou chansons historiques :
- la chanson historique, relatant des évènements postérieurs au joug tatare (Ivan IV et autres) ;
- la ballade qui s'attache surtout, non aux héros, mais aux victimes[14]

### Traductions françaises
- Gruel-Apert L., La Tradition orale russe, chapitre 8, P.U.F. 1995
- Jousserandot L., Les Bylines russes, Paris 1928
- Viktoriya et Patrice Lajoye, Ilya Mouromets et autres héros de la Russie ancienne, Anacharsis, Toulouse, 2009.
- Versions françaises d'Elli Kronauer, École des loisirs, Collection Médium, 2000, 2001 (destinées aux adolescents) :
  - Ilia Mouromietz et le Rossignol Brigand
  - Aliocha Popovitch et la rivière Saphrate
  - Soukmane fils de Soukmane et les fleurs écarlates
  - Sadko et le tsar de toutes les mers océanes
  - Mikhaïlo Potyk et Mariya la très blanche mouette

### Ouvrages en russe
- Prof. A.P. Skaftymov, Поэтика и генесис былин (« Poétique et genèse des bylines »), Moscou – Saratov 1924, réimpression Mouton, 1970